# Jaume Cabrera

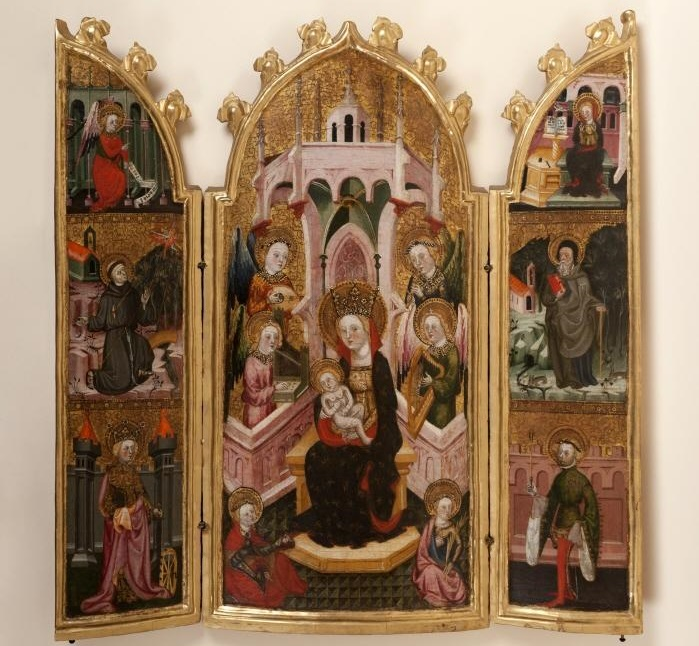
Tríptico con la Virgen entronizada y ángeles músicos, dorado con panes y policromado sobre tabla, 67 x 65 cm, Madrid, Museo Arqueológico Nacional.

Jaume Cabrera (f. 1394 - 1432) fue un pintor de estilo gótico internacional activo en Barcelona.
Seguidor de Lluís Borrassà, en las obras que con él se relacionan se conserva no obstante el sentido dulce e ingenuo de los Serra, como se advierte en las tablas del retablo de la Ascensión de la iglesia de Santa María de San Martín Sarroca o en las tablas del tríptico con la Virgen entronizada y ángeles músicos del Museo Arqueológico Nacional. Otras obras, documentadas o atribuidas, son el retablo de la iglesia de San Martín de Calonge (1395), el de la Vera Cruz y los siete gozos de María de San Feliu de Guíxols (1403), el retablo de San Miguel y San Nicolás de la colegiata de Manresa (1406), el de la capilla de San Pablo en La Bisbal del Ampurdán (1407) o la atribuida Piedad procedente de la capilla de Santa Catalina de Torroella de Montgrí, ahora conservada en el Museo de Arte de Gerona.
Fue maestro y suegro de Jaume Cirera, pese a haberse opuesto al matrimonio del discípulo con una de sus hijas posiblemente por no dañar las expectativas de su hijo, también pintor, de heredar la dirección del taller.